# Josimar Atoche
Josimar Atoche Bances (Callao, Provincia Constitucional del Callao, Perú, 29 de septiembre de 1989) es un futbolista peruano. Juega como mediocentro defensivo y su equipo actual es Sport Boys de la Liga 1 de Perú. Tiene 35 años.

## Trayectoria
Se formó en las divisiones menores del club Cantolao. En 2007 viajó a Chile, entrenando por 7 meses en el equipo Universidad Católica. En 2008 vuelve al extranjero, parte a Hungría junto a otros peruanos, jugando para la sub-19 del Budapest Honvéd FC.
Fue adquirido por Juan Aurich a inicios de la temporada 2011 junto con Israel Kahn. Sin embargo, dado a sus varias indisciplinas en el plantel principal, el equipo chiclayano los cedió a préstamo al Alianza Atlético durante la primera mitad del 2011, aunque al final se quedaron por toda la temporada. Al año siguiente, luego de descender de categoría en Sullana, Atoche fue cedido a préstamo nuevamente, esta vez al José Gálvez de Chimbote.
Regresó al Aurich para la temporada 2013.

### Gornik Leczna
A finales del 2016 fue confirmado como refuerzo del Unión Comercio, sin embargo, no pudo jugar debido a que tenía una cláusula de salida en caso a una propuesta al exterior, esta llegó desde Polonia. 
El 19 de enero de 2017 llega a un acuerdo con Górnik Łęczna por 2 años y medio. A semanas de su llegada medios polacos lo bautizaron como el "Makelele Peruano". Curiosamente cuando iba a debutar contra el Piast Clawice tuvo una picadura de araña entre las piernas que lo dejó fuera del partido. Recientemente Josimar Atoche fue elegido en el once ideal de la fecha en la Ekstraklasa de Polonia. Sin embargo, a final de temporada descendió de categoría.
En el 2017 llega al Ayacucho FC.
En el 2022 desciende con el Carlos Stein, al quedar último puesto en la tabla acumulada.

## Estadísticas
Actualizado al último partido disputado el 8 de abril de 2023.
| Club                                                                                   | Div.          | Temporada     | Liga  | Liga  | Liga   | Copas nacionales(1) | Copas nacionales(1) | Copas nacionales(1) | Copas internacionales | Copas internacionales | Copas internacionales | Total(2) | Total(2) | Total(2) |
| Club                                                                                   | Div.          | Temporada     | Part. | Goles | Asist. | Part.               | Goles               | Asist.              | Part.                 | Goles                 | Asist.                | Part.    | Goles    | Asist.   |
| -------------------------------------------------------------------------------------- | ------------- | ------------- | ----- | ----- | ------ | ------------------- | ------------------- | ------------------- | --------------------- | --------------------- | --------------------- | -------- | -------- | -------- |
| Unión Huaral · Perú                                                                    | 1.ª           | 2008          | 1     | 0     | 0      | -                   | -                   | -                   | -                     | -                     | -                     | 1        | 0        | 0        |
| Unión Huaral · Perú                                                                    | Total club    | Total club    | 1     | 0     | 0      | 0                   | 0                   | 0                   | -                     | -                     | -                     | 1        | 0        | 0        |
| Budapest Honvéd · Hungría                                                              | 1.ª           | 2008-09       | 0     | 0     | 0      | -                   | -                   | -                   | -                     | -                     | -                     | 0        | 0        | 0        |
| Budapest Honvéd · Hungría                                                              | Total club    | Total club    | 0     | 0     | 0      | 0                   | 0                   | 0                   | -                     | -                     | -                     | 0        | 0        | 0        |
| Alianza Atlético · Perú                                                                | 1.ª           | 2010          | 41    | 0     | 2      | -                   | -                   | -                   | -                     | -                     | -                     | 41       | 0        | 2        |
| Alianza Atlético · Perú                                                                | 1.ª           | 2011          | 25    | 0     | 0      | -                   | -                   | -                   | -                     | -                     | -                     | 25       | 0        | 0        |
| Alianza Atlético · Perú                                                                | Total club    | Total club    | 66    | 0     | 2      | 0                   | 0                   | 0                   | 0                     | 0                     | 0                     | 66       | 0        | 2        |
| José Gálvez FBC · Perú                                                                 | 1.ª           | 2012          | 36    | 1     | 0      | -                   | -                   | -                   | -                     | -                     | -                     | 36       | 1        | 0        |
| José Gálvez FBC · Perú                                                                 | Total club    | Total club    | 36    | 1     | 0      | 0                   | 0                   | 0                   | 0                     | 0                     | 0                     | 36       | 1        | 0        |
| Juan Aurich · Perú                                                                     | 1.ª           | 2013          | 26    | 0     | 2      | -                   | -                   | -                   | 2                     | 0                     | 0                     | 28       | 0        | 2        |
| Juan Aurich · Perú                                                                     | Total club    | Total club    | 26    | 0     | 2      | 0                   | 0                   | 0                   | 2                     | 0                     | 0                     | 28       | 0        | 2        |
| Alianza Lima · Perú                                                                    | 1.ª           | 2014          | 22    | 0     | 2      | 7                   | 0                   | 0                   | 1                     | 0                     | 0                     | 30       | 0        | 2        |
| Alianza Lima · Perú                                                                    | 1.ª           | 2015          | 25    | 1     | 1      | 7                   | 1                   | 0                   | -                     | -                     | -                     | 32       | 2        | 1        |
| Alianza Lima · Perú                                                                    | 1.ª           | 2016          | 35    | 0     | 0      | -                   | -                   | -                   | -                     | -                     | -                     | 35       | 0        | 0        |
| Alianza Lima · Perú                                                                    | Total club    | Total club    | 82    | 1     | 3      | 14                  | 1                   | 0                   | 1                     | 0                     | 0                     | 97       | 2        | 3        |
| Gornik Leczna · Polonia                                                                | 1.ª           | 2016-17       | 9     | 0     | 1      | -                   | -                   | -                   | -                     | -                     | -                     | 9        | 0        | 1        |
| Gornik Leczna · Polonia                                                                | Total club    | Total club    | 9     | 0     | 1      | 0                   | 0                   | 0                   | 0                     | 0                     | 0                     | 9        | 0        | 1        |
| Ayacucho F. C. · Perú                                                                  | 1.ª           | 2017          | 13    | 0     | 0      | -                   | -                   | -                   | -                     | -                     | -                     | 13       | 0        | 0        |
| Ayacucho F. C. · Perú                                                                  | Total club    | Total club    | 13    | 0     | 0      | 0                   | 0                   | 0                   | 0                     | 0                     | 0                     | 13       | 0        | 0        |
| Academia Cantolao · Perú                                                               | 1.ª           | 2018          | 14    | 1     | 1      | -                   | -                   | -                   | -                     | -                     | -                     | 14       | 1        | 1        |
| Academia Cantolao · Perú                                                               | 1.ª           | 2019          | 20    | 2     | 2      | 4                   | 0                   | 0                   | -                     | -                     | -                     | 24       | 2        | 2        |
| Academia Cantolao · Perú                                                               | Total club    | Total club    | 34    | 3     | 3      | 4                   | 0                   | 0                   | 0                     | 0                     | 0                     | 38       | 3        | 3        |
| Cusco F. C. · Perú                                                                     | 1.ª           | 2020          | 21    | 0     | 2      | -                   | -                   | -                   | -                     | -                     | -                     | 21       | 0        | 2        |
| Cusco F. C. · Perú                                                                     | Total club    | Total club    | 21    | 0     | 2      | 0                   | 0                   | 0                   | 0                     | 0                     | 0                     | 21       | 0        | 2        |
| Sport Boys · Perú                                                                      | 1.ª           | 2023          | 3     | 0     | 0      | -                   | -                   | -                   | -                     | -                     | -                     | 3        | 0        | 0        |
| Sport Boys · Perú                                                                      | Total club    | Total club    | 3     | 0     | 0      | -                   | -                   | -                   | -                     | -                     | -                     | 3        | 0        | 0        |
| Total carrera                                                                          | Total carrera | Total carrera | 291   | 5     | 13     | 18                  | 1                   | 0                   | 3                     | 0                     | 0                     | 312      | 6        | 13       |
| (1) Incluye datos de la Copa Bicentenario. (2) No incluye goles en partidos amistosos. |               |               |       |       |        |                     |                     |                     |                       |                       |                       |          |          |          |

## Palmarés

### Campeonatos nacionales
| Título          | Club         | País | Año  |
| --------------- | ------------ | ---- | ---- |
| Copa Federación | José Gálvez  | Perú | 2012 |
| Torneo del Inca | Alianza Lima | Perú | 2014 |